# تومسون كيركهام
تومسون كيركهام (بالإنجليزية: Thompson Kirkham)‏ (10 ديسمبر 1901 في المملكة المتحدة - 1986 في المملكة المتحدة) هو لاعب كرة قدم بريطاني (وحمل سابقاً جنسية المملكة المتحدة لبريطانيا العظمى وأيرلندا) في مركز جناح ‏. لعب مع دارلينجتون إف سى.